# Emil Gottlieb Friedländer
Emil Gottlieb Friedländer (* 25. September 1805 in Berlin; † 27. Juni 1878 ebenda) war ein deutscher Archivar.

## Leben
Friedländer war ein Sohn des Privatgelehrten Benoni Friedländer und der Rebecca von Halle.
Er besuchte bis 1824 das Friedrichswerdersche Gymnasium und studierte anschließend an den Universitäten Bonn und Berlin Philologie. Er wurde 1828 Assistent, 1831 Custos und 1850 Bibliothekar an der Königlichen Bibliothek in Berlin und im Nebenamt 1842 Bibliothekar an der Königlichen Allgemeinen Kriegsschule. Am Preußischen Geheimen Staatsarchiv wurde er 1853 Archivrat und 1855 Geheimer Archivrat.
Der Nachlass von Gottlieb Friedländer wird im Geheimen Staatsarchiv in Berlin verwahrt (Signatur: GStA PK, VI. Hauptabteilung NL Friedländer, G.).
Sein Sohn war der Archivar Ernst Friedländer.

## Schriften (Auswahl)
- Beiträge zur Reformations-Geschichte. Sammlung ungedruckter Briefe des Reuchlin, Beza und Bullinger nebst einem Anhange zur Geschichte der Jesuiten. Aus handschriftlichen Schätzen der Königlichen Bibliothek zu Berlin mit Einleitungen und Anmerkungen. Berlin 1837.
- Die Inschrift der Königlichen Allgemeinen Kriegsschule. Eine epigraphisch-topographische Notiz als Gelegenheitsschrift. Berlin 1845.
- Jean Baptiste Tavernier. Kammerherr des großen Kurfürsten. Vorlesung in der Berliner Geographischen Gesellschaft. Berlin 1849.
- Die Königliche Allgemeine Kriegs-Schule und das höhere Militair-Bildungswesen 1765-1813. Berlin 1854.